# Obična bundeva
Obična bundeva (bundeva, tikva, misirača,  jestiva buča, patišon, lat. Cucurbita pepo) jednogodišnja je biljka s puzavom stabljikom. Ostali nazivi jesu: tikva, buča, žuta tikva.

## Opis biljke
Puzava stabljika bundeve naraste i do 10 m, a cvjetovi su žuti i smješteni u pazuhu listova. Biljka razvija posebno muške posebno ženske cvjetove, a listovi su veliki, srcolikog oblika i vrlo hrapavi. Plodovi su kuglastog oblika, ponekad rebrasti. Plodovi bundeve su hranjivog blagog i slatkastog ukusa, a sjemenke uljnatog ukusa.

## Rasprostranjenost
Biljka potječe iz Meksika, a zahvaljujući Španjolcima prenijeta je u Europu. Jedna od vrsta bundeve potječe iz Indije, dok se na području Europe najviše raširila okrugla bundeva koja potječe iz Amerike.

## Ljekoviti dio biljke
Bundevino sjeme i jestivi mesnati dio bogati su masnim uljem, fitosterinom, bjelančevinama, šećerom i brojnim mineralnim tvarima.

## Ljekovito djelovanje
Bundevu bi u svoju ishranu svakako trebali uključiti bolesnici od šećerne bolesti, gihta, reumatizma ili pretili. Hladno prešano bučino ulje veoma je zdravo i preporučljivo stolno ulje, pomaže kod opeklina, za rane ili za trljanje kože ispucane od hladnoće. Redovita konzumacija bučinih sjemenki uklanjaja karakteristične probleme kod adenoma (povećanja) prostate, koji se vraćaju prestankom uzimanja sjemenki. Oljušteno sjeme bundeve pomaže kod crijevnih parazita.